# Séoul Infernal
Séoul Infernal est une équipe professionnel coréenne d'Esport, basée a Séoul en Corée du Sud qui sont en lice depuis la saison inaugurale de l'Overwatch League. Autrefois nommé Philadelphia Fusion de 2017 à 2023.

## L'équipe

### Joueurs actuels
| N° | Pseudo  | Nom            | Nationalité  | Rôle   | Arrivée          |
| -- | ------- | -------------- | ------------ | ------ | ---------------- |
| 21 | Poko    | Gael Gouzerch  | France       | Tank   | 5 Aout 2023      |
| 82 | Fixa    | Yeong Hun Kwon | Corée du Sud | Healer | 1er Mars 2023    |
| 23 | Mag     | Taeseong Kim   | Corée du Sud | Tank   | 2 Mars 2023      |
| 7  | Zest    | Hyunwoo Kim    | Corée du Sud | DPS    | 28 Octobre 2021  |
| 66 | Skewed  | Min-Seok Kim   | Corée du Sud | Healer | 3 Mars 2023      |
| 3  | MN3     | Jae hee Yoon   | Corée du Sud | DPS    | 27 Octobre 2021  |
| 7  | Hyunjae | Jaehyeok       | Corée du Sud | Healer | 8 Septembre 2023 |

### Organisation
| Pseudo    | Nom                | Nationalité  | Rôle                      |
| --------- | ------------------ | ------------ | ------------------------- |
| BLT       | Tucker Roberts     | États-Unis   | Fondateur                 |
| Joe       | Joe Marsh          | États-Unis   | Conseiller tactique       |
| Ninek     | Bumhoon Kim        | Corée du Sud | Coach général             |
| Roston    | Roston Yoo         | États-Unis   | Assistant manager général |
| ChrisTFer | Christopher Graham | Royaume-Uni  | Assistant coach           |
| Mobydik   | Sim Seung-bo       | Corée du Sud | Assistant coach           |
| Seita     | Joni Paavola       | Finlande     | Analyste                  |

### Anciens membres
| N° | Pseudo     | Nom                        | Nationalité  | Rôle    | Date de départ    | Note                   |
| -- | ---------- | -------------------------- | ------------ | ------- | ----------------- | ---------------------- |
| 10 | Heesu      | Heesu Jeong                | Corée du Sud | DPS     | 11 novembre 2020  | → Toronto Defiant      |
| 19 | Fury       | Junho Kim                  | Corée du Sud | Tank    | 11 novembre 2020  | → Washington Justice   |
| 9  | SADO       | Sumin Kim                  | Corée du Sud | Tank    | 11 novembre 2020  | → Toronto Defiant      |
| 2  | Ivy        | Seunghyun Lee              | Corée du Sud | DPS     | 11 novembre 2020  | → New York Excelsior   |
| 1  | ChipSa     | Philip Graham              | Royaume-Uni  | DPS     | 21 octobre 2020   | → NC                   |
| 42 | BoomBox    | Isaac Charles              | Royaume-Uni  | Support | 20 octobre 2020   | → NC                   |
| 3  | snillo     | Simon Ekström              | Suède        | DPS     | 19 décembre 2019  | → NC                   |
| 1  | Kyb        | Finley Adisi               | Royaume-Uni  | DPS     | 23 octobre 2019   | → départ à la retraite |
| 17 | Elk        | Elijah Gallagher           | États-Unis   | Support | 23 octobre 2019   | → Skyfoxes             |
| 8  | neptuNo    | Alberto González Molinillo | Espagne      | Support | 21 octobre 2019   | → Guangzhou Charge     |
| 54 | fragi      | Joona Laine                | Finlande     | Tank    | 17 septembre 2019 | → Guangzhou Charge     |
| 7  | HOTBA      | Hongjun Choi               | Corée du Sud | Tank    | 18 septembre 2018 | → Guangzhou Charge     |
| 13 | ShaDowBurn | George Gushcha             | Russie       | DPS     | 2 septembre 2018  | → Paris Eternal        |
| 10 | DayFly     | Jeonghwan Park             | Corée du Sud | Support | 2 septembre 2018  | → NC                   |
| 23 | Joemester  | Joe Gramano                | Canada       | Support | 2 septembre 2018  | → HU Storm             |

## Résultats
| Saison | Matchs joués | Match gagnés | Matchs perdus | Pourcentage de victoire | Cartes gagnées | Cartes perdues | Cartes nulles | Différentiel de cartes | Classement (dans la ligue) | Finales         |
| ------ | ------------ | ------------ | ------------- | ----------------------- | -------------- | -------------- | ------------- | ---------------------- | -------------------------- | --------------- |
| 2018   | 40           | 24           | 16            | 60,0 %                  | 93             | 80             | 2             | +13                    | 6e (sur 12)                | 2e              |
| 2019   | 28           | 15           | 13            | 53,6 %                  | 57             | 60             | 3             | -3                     | 10e (sur 20)               | Non sélectionné |
| 2020   | 26           | 24           | 2             | 92,3%                   | 59             | 19             | 0             | +40                    | 2e (sur 20)                | 4e              |

### Récompenses individuelles
Sélections pour l’événement All-Star
- Carpe (Lee Jae-hyeok) – 2018, 2019, 2020
- Poko (Gael Gouzerch) – 2018, 2019, 2020
- Alarm (Kyung-bo Kim) – 2020
- FunnyAstro (Daniel Hathaway) – 2020

Meilleur nouveau joueur de la saison (Rookie de l'année)
- Alarm (Kyung-bo Kim) – 2020

Sélections en tant que joueurs stars
- Alarm (Kyung-bo Kim) – 2020
- Carpe (Lee Jae-hyeok) – 2020